# 沃德兰盖姆
沃德兰盖姆（法語：Vaudringhem）是法国北部-加来海峡大区加来海峡省的一个市镇，属于圣奥梅尔区兰布尔县。该市镇2009年时的人口为532人。

## 人口
沃德兰盖姆人口变化图示
| 数据来源：INSEE |